# 딜나스 아흐마디예바
딜나스 무라토브나 아흐마디예바(카자흐어: Ділназ Мұратқызы Ахмадиева 딜나즈 무랏크즈 아흐마디예바, 러시아어: Дильна́з Мура́товна Ахмади́ева, 1980년 11월 20일 ~ )는 카자흐스탄의 가수, 배우이다. 위구르족 혈통을 갖고 있다. 카자흐스탄 알마티에서 성장했다.

## 음반
- 2001: Mozhet Odnazhdy
- 2002: Wapadarim
- 2005: Zolotoj
- 2007: My heart
- 2010: Lyubov zadety
- 2014: Dumai obo mne
- 2015: Koz aldimda

## 노래
러시아어 노래
- Mozhet Odnazhdy
- Mezhdu Nami Zima
- Bez Tebya
- Razluka
- Zolotoi
- Romeo & Juliet

위구르어 노래
- Bulbul Nawasi
- Ashiq Boldum

카자흐어 노래
- Mama
- Kewil Saginish

영어 노래
- Lonely
- Last Dance